# Joss Whedon

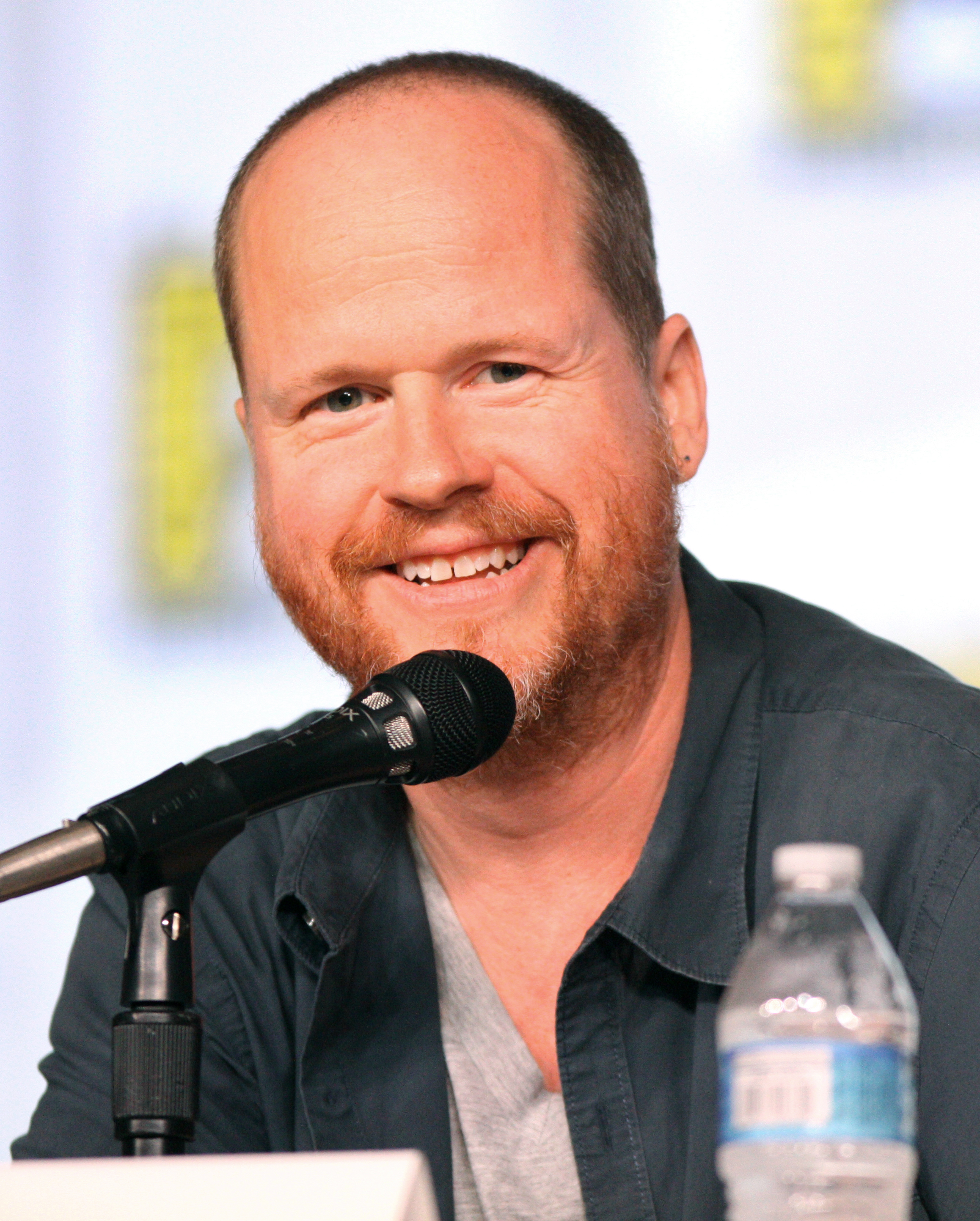
Joss Whedon (2012)

Joseph Hill „Joss“ Whedon (* 23. června 1964, New York) je americký filmový a televizní režisér, scenárista a televizní producent. Proslavil se scénáři k několika úspěšným celovečerním filmům (např. Vetřelec: Vzkříšení) a především jako autor televizních seriálů Buffy, přemožitelka upírů (7 sérií), Angel (5 sérií), Firefly (1 série) a Dům loutek (2 série). Kromě toho je také autorem scénářů k několika komiksům (např. Fray, Serenity: Those Left Behind, Astonishing X-Men). Roku 2012 začal svou spolupráci s Marvel Studios, kdy pro sérii Marvel Cinematic Universe napsal a natočil filmy Avengers (2012) a Avengers: Age of Ultron (2015) a podílel se na vzniku seriálu Agenti S.H.I.E.L.D. (2013–2020). Dále stojí za filmem Liga spravedlnosti (2017).

## Online
Od 15. do 20. července 2008 byl volně ke stažení muzikál Dr. Horrible's Sing-Along Blog. Muzikál byl vytvořen během stávky amerických scenáristů.

## Spolupráce s Marvel Studios
Joss Whedon dostal nabídku od studia Marvel, aby režíroval komiksovými fanoušky velmi očekávaný filmový projekt Avengers. Whedon nabídku přijal a kromě režie napsal k filmu i scénář. Rovněž zrežíroval potitulkovou scénu z filmu Thor, která naznačila, o co v jeho samotném filmu půjde. Natáčení filmu probíhalo na jaře a v létě roku 2011 a jeho premiéra proběhla v květnu o rok později. Avengers byl komerčně úspěšným snímkem, s tržbami přes 1,5 miliardy dolarů se stal ve své době třetím nejvýdělečnějším filmem všech dob. Whedon zrežíroval i sequel tohoto filmu s názvem Avengers: Age of Ultron, který sklidil podobně velký úspěch, když roku 2015 vstoupil do kin. Se svým bratrem Jedem Whedonem a jeho ženou vytvořil v roce 2013 seriál Agenti S.H.I.E.L.D., pro nějž napsal a natočil pilotní díl.